# Джантошев, Касымалы
Касымалы Джантошев (Касымалы Жантөшев; 2 сентября [15 сентября] 1904, с. Тенизбай — 13 августа 1968, Фрунзе) — киргизский литературный и общественный деятель, писатель, драматург, переводчик, актёр, режиссёр. Заслуженный деятель искусств Киргизской ССР (1946), Народный писатель Киргизской ССР (1968). Член Союза писателей СССР (1934).

## Биография
В 1926 году был принят в киргизскую музыкально-драматическую студию, в качестве будущего артиста, наряду с А.Куттубаевым, А.Боталиевым, С.Сабаевым, К.Эшимбековым и др. За годы пребывания в музыкально-драматической студии он сыграл несколько ролей, а также написал свои первые пьесы: «Пастухи», «Карачач», «Алым и Мария» и др. Впоследствии все выше названные пьесы К.Джантошева увидели свет рампы.
В 1930 окончил педагогический техникум в г. Фрунзе. Работал преподавателем Киргизского педагогического техникума, некоторое время преподавал на курсах по подготовке председателей сельсоветов.
С 1934 по 1948 — актёр, режиссёр, режиссёр—постановщик Киргизского драматического театра. По сведениям артистов-коллег того времени, он прекрасно справился со сложными, особенно интеллектуальными ролями, в репертуаре Кирдрамтеатра.
В 1948—1949 работал редактором Киргосиздата, с 1949 по 1951 — начальником управления по искусству Наркомата Киргизской ССР, а с 1964 по 1968 — главным редактором репертуарно-редакционной коллегии Министерства культуры Киргизской ССР.
В 1943 году К. Джантошев был принят в ВКП (б).
В 1946 году удостоен звания заслуженного деятеля искусств Киргизской ССР (1946). Народный писатель Киргизской ССР с 1968 года.
Скончался 13 августа 1968 года. Похоронен на Ала-Арчинском кладбище.

## Творчество
Литературную деятельность начал в 1926 году, будучи воспитанником киргизской музыкально-драматической студии.

Далее, в годы учёбы в педагогическом техникуме продолжил литературную деятельность и создал ряд стихов, одноактных пьес для драматического кружка.

Автор ряда прозаических произведений и около сорока пьес, из которых наиболее значительны: «Черноволосая» (1928), героическая драма «Курманбек» по мотивам народного эпоса (1942), «Певец народа» (1945), посвященная Токтогулу Сатылганову, поэма «Мендирман», написанная по мотивам устного народного творчества (1957). 

В трехтомном приключенческом романе «Каныбек» (1939—1948) изображены картины дореволюционной жизни киргизского народа.
Писателю принадлежат также сборник повестей и рассказов «Воды, преодолевшие перевал» (1955), роман «Чабан небесных гор» (1963) и сказки для детей.

Роман и драма «Курманбек» вошли в золотой фонд киргизской национальной культуры.

Касымалы Джантошев известен и как мастер художественного перевода. Им осуществлен перевод на киргизский язык пьесы «Бесприданница» А. Н. Островского, романа Н. А. Островского «Как закалялась сталь» и др.

Одним из первых среди киргизских писателей выступил в жанре кинодраматургии. Автор сценариев фильмов «Девушка Тянь-Шаня» и «Каныбек», экранизированных на студии «Киргизфильм».

## Избранные произведения
- 1928 — Пьеса «Карачач» («Черноволосая») о горькой доле женщины-киргизки в дореволюционном аиле до Октябрьской революции;
- 1930 — Пьесы «Алым и Мария», «Дардаш» и др. (о событиях коллективизации в киргизской деревне);
- 1938 — Повесть «Эки жаш» («Молодые»);
- 1939—1948 — роман «Каныбек» (3 тома);
- 1942 — драма «Курманбек», пьеса «Месть» о героизме советских партизан в годы Великой Отечественной войны;
- 1945 — Пьесы «Певец народа», «Укрощение строптивой»;
- 1949 — Повесть «Тилек» («Мечта»);
- 1951 — «Жалындуу жаштар» («Пламенная молодость»);
- 1957 — поэма «Мендирман»;
- 1958 — «Биздин жомоктор» («Наши сказки»);
- 1963 — роман «Чабан небесных гор» («Чабан из Хан-Тенгри»);
- 1964 — Повесть «Биздин секретарь» («Наш секретарь»);
- 1983 — Сказка «Охотники Адыл и Эдил» и др.

Произведения писателя были изданы на русском языке.

## Награды
- Орден Трудового Красного Знамени (1 ноября 1958)
- Ордена «Знак Почёта»
- Ордена «Знак Почёта»
- Медаль «За трудовое отличие» (7 июня 1939) — за выдающиеся заслуги в деле развития киргизского театрального искусства
- Другие медали

## Память
- Имя Касымалы Джантошева присвоено Иссык-Кульскому областному драматическому театру, ряду общеобразовательных школ и библиотек, улицам городов и сел Кыргызстана.
- Именем писателя названа улица в Бишкеке.